# آدرت
آدِرِت (به انگلیسی: aderet) متولد ۱۹۷۶ در اسرائیل یک اجراکننده برنامه‌های سرگرم‌کننده به وسیله موسیقی و رقص است. موسیقی وی به شدت تحت تأثیر موسیقی ترنس و موسیقی هاوس است. اولین اجرای وی در سال ۲۰۰۱ به نام "Le'at Uvatuah" (به معنای ارام و مطمئن) از آلبوم answer از رادیو پخش شد. آهنگی به نام "Say No More" با اجرای آدرت و DJ Dvir Halevi به یکی از بهترین آهنگ‌های یک کانال رادیویی در لبنان به نام Beruit Nights تبدیل شد. یکی از سخنگوهای رادیوی Beruit Nights می‌گوید پخش شدن یک آهنگ اسرائیلی از رادیو لبنان مشکلی ندارد. از دیگر آلبوم‌های وی می‌توان به "Tenth Floor" اشاره کرد که در سال ۲۰۰۶ منتشر شد. اولین آلبوم انگلیسی آدرت به نام " Jewish Girl" (به معنای دختر یهودی) در سال ۲۰۰۸ منتشر شد. آدرت یک زن ترنس است و این مطلب را طی مصاحبه خود با نشریه جروزالم پست بیان کرد